# Gouldsboro
Gouldsboro – miasto w Stanach Zjednoczonych, w stanie Maine, w hrabstwie Hancock.